# Rupert Kratzer
Rupert Kratzer (Munique, 16 de fevereiro de 1945 — Baviera, 23 de setembro de 2013) foi um ciclista alemão que competiu na prova de perseguição por equipes (4 000 m) nos Jogos Olímpicos de 1968, na Cidade do México, onde representou a Alemanha Ocidental.